# Lenguas caribes
Las lenguas caribes forman una familia de lenguas que actualmente consta de unas 30 lenguas y unos 50 000 hablantes, en Venezuela, Guayanas, Brasil y algunas partes de Colombia. Las estimaciones de datación para el protocaribe lo sitúan hace unos 3700 años. Esta familia es una de las más grandes de Sudamérica si atendemos a su extensión geográfica (hasta el siglo XVIII también se extendía por el Caribe).
Algunos autores engloban, muy tentativamente, estas lenguas dentro de una supuesta familia más grande junto con las lenguas macrogê, habladas en Brasil, Paraguay y la Patagonia argentina.
Las lenguas caribes con más hablantes en la actualidad son el ka'riña (llamado a veces simplemente caribe) con unos 10 000 hablantes. El macushi tiene unos 24 000 hablantes y el pemón una cantidad similar.

## Distribución e historia
Las lenguas caribes actuales son unas 30 aproximadamente, habladas sobre todo al norte del Amazonas, pero llegando hasta el Mato Grosso. Anteriormente estuvieron extendidas por las Antillas, donde no se hablan desde el siglo XVII o XVIII.
El número de hablantes de las lenguas caribes, que ha sufrido un enorme declive, es de unas 40 o 50 mil personas. Actualmente se hablan principalmente en Venezuela (pemón, yukpa, eñepa o panare, maquiritare o yecuaná), Brasil, Guyana, Surinam y Colombia (carijon), habiendo desaparecido de las Antillas y experimentando una gran merma en Brasil y las Guayanas. Si realmente es parte de las lenguas caribes, el grupo más importante de esta familia sería el chocó, hablado en Colombia occidental. Otras lenguas son el caribe kariña de Surinam, Guyana y Venezuela, el tiriyó o trío en Surinam y Brasil y waiwai, atroari, ingaricó, ikpeng, kuikuro, bacairí, apalai, hishkaryana, taulipang y macusí.
Entre los siglos XVI y XVIII, el nombre caribe fue aplicado por los cronistas a casi cualquier pueblo de Sudamérica noroccidental que opusiera resistencia violenta a los conquistadores europeos. Así, las crónicas califican de caribes a pueblos de dudosa afiliación caribe como los pijaos, los andakíes, algunos pueblos chocós y algunos pueblos chibchas.
La siguiente tabla muestra la distribución de los hablantes de lenguas caribes, según diversas fuentes:
| Lenguas caribes                  | Abreviación | Número de hablantes | Fuente                                             |
| -------------------------------- | ----------- | ------------------- | -------------------------------------------------- |
| Galibi                           |             |                     |                                                    |
| Kali'na o Galibi                 | CA          | 10.000              | Hoff 1968, 1986, 1990, 1992                        |
| Grupo Guayana                    |             |                     |                                                    |
| Tiriyó (Trío)                    | TR          | 1.130               | Goeje 1909; Leavitt 1971                           |
| Karihona (Carijona)              | CR          | 140                 | Otterloo & Peckham 1975                            |
| Kaxuyana o Warikyana (Kashuyana) | KA          | 435                 | Derbyshire 1958, 1961; Wallace 1970                |
| Wai Wai                          | WW          | 1.850               | Hawkins 1998                                       |
| Hixkaryana                       | HI          | 550                 | Derbyshire 1979, 1985, 1986, 1991, 1994            |
| Grupo Amazonia norte             |             |                     |                                                    |
| Jawaperí (Waimiri-Aroarí)        | WA-AT       | 350                 | Hill & Hill 1994                                   |
| Macuxí (Makushi)                 | MA          | 11.400-13.000       | Abbott 1991; Carson 1982; Williams 1932            |
| Pemong (Arekuna)                 | AR          | 475                 | Edwards 1977, 1980                                 |
| Kapong (Akawaio)                 | AK          | 4.300               | Edwards 1977, 1980                                 |
| Grupo Amazonia central           |             |                     |                                                    |
| Wayana                           | WA          | 950                 | Goeje 1909, 1946; Jackson 1972                     |
| Apalaí                           | AP          | 450                 | Koehn & Koehn 1986; Koehn 1994                     |
| Makiritare (Dekwana)             | DE          | 5.240               | Hall 1988                                          |
| Grupo Amazonia Sur               |             |                     |                                                    |
| Bakairi                          | BA          | 570                 | Wheatley 1969, 1973; Souza 1994, 1995              |
| Kuikúro                          | KU          | 277                 | Franchetto 1990, 1994, 1995                        |
| Chikao (Txikao)                  | TX          | 146                 | Emmerich 1994                                      |
| Panare                           |             |                     |                                                    |
| Panare                           | PA          | 1200                | Payne 1990; Doris L. Payne 1994; Gildea 1992, 1998 |

## Clasificación
Las lenguas caribes están razonablemente bien estudiadas. Se ha investigado tanto la división interna de la familia como el vocabulario comparado y las características gramaticales generales. El grado de conocimiento alcanzado ha permitido reconstruir, con un nivel aceptable de certeza, numerosos aspectos del protocaribe.
Asimismo, se han iniciado trabajos de comparación sistemática con otras familias lingüísticas. Aunque aún no se ha podido establecer con total seguridad un parentesco con otras familias, existen propuestas prometedoras en esa dirección.

### Lenguas de la familia
Incluye estimaciones del número de hablantes de cada lengua con la fecha de dicho cálculo.
Caribe (32)
Norte (25)
Costero (5)
Chaima (Venezuela) †
Cumanagoto (Venezuela) †
Japrería (Venezuela) 80 (2000); 95 (2002); 100 (2005)
Carare-Opón (Colombia) †  (Yariguíes)
Yukpa (Colombia, Venezuela) 3000 (1997); 3000 (2000); 3000 (2005); 7630 (2007)
Guayana (12)
Macushi-Kapon (4)
Kapon (3)
Akawaio o kapon (Guyana) 4300 (1980); 3500-4500 (1997); 4300 (2000); 5350 (2002); 10 000 (2005); 5000 (2007); 5000 (2012)
Patamona (Guyana) 4700 (1990); 3000-4000 (1997); 4700 (2000)
Pemón (Venezuela, Guyana, Brasil) 4000-7000 (1991); 5930 (1997); 6004 (2000); 6160 (2001); 6000 (2005)
Macushí (1)
Macushi (Venezuela, Brasil, Guyana) 11 400-13 000 (1992); 5700 (1997); 11 400 (2000); 29 100 (2001); 25 000 (2005)
Waimiri (1)
Atruahí (Brasil) 350 (1994); 930 (2001); 350 (2005)
Waiwai (3)
Sikiana (2)
Salumá (Brasil) 240 (2000)
Sikiana (Brasil, Surinam) 33 (2000); 48 (2001)
Waiwai (Brasil) 885-1060 (1997); 1850 (1998); 770 (2000); 2000-3110 (2005)
Wama (1)
Akurio (Surinam) 10 (2000)
Wayana-Trío (3)
Apalaí (Brasil) 450 (1993); 420 (2005)
Tiriyó (Surinam, Brasil) 1130 (1971); 2000 (1999); 1150 (2000); 2300 (2003); 2000 (2004)
Wayana (Surinam) 750 (1980); 950 (1997); 750 (2005)
Galibi (1)
Kariña (Venezuela, Guyana, Surinam) 10 000 (1992); 6500-20 000 (1997); 6500-10 000 (2000); 7430 (2001); 6500 (2005)
Norte de Brasil (2)
Arára, Pará (Brasil) 200 (2005)
Ikpeng (Brasil) 320 (2002-2005)
Guyana occidental (5)
Mapoyo (Venezuela) 12 (2001)
Eñepa (Venezuela) 1200 (1997); 3540 (2001); 1200 (2005)
Pémono (Venezuela) 1 (2000)
Tamanaku (Venezuela) †
Yabarana (Venezuela) 35 (1977); 20 (2000)
Sur (7)
Sureste de Colombia (1)
Carijona (Colombia) 140 (1975); 310 (2001); 140 (2005)
Sur de la Guayana (3)
Hixkaryána (Brasil) 550 (1994); 350 (1997); 600 (2000); 600 (2001); 600 (2005)
Kaxuiâna (Brasil) 435 (1970); 70 (2005)
Maquiritare (Venezuela) 5240 (1980); 1200-4970 (1991); 5240 (1997); 5950 (2001); 5000 (2005)
Cuenca del Xingú (3)
Bakairí (Brasil) 950 (1999-2005)
Kuikúro-Kalapálo (Brasil) 526 (2000); 870 (2002); 950 (2005)
Matipuhy (Brasil) †

### Parentesco con otras lenguas
Se discute si la familia chocó de Colombia está relacionada con las lenguas caribes. Igualmente se ha propuesto que podría existir una relación lingüística lejana con la familia macro-tupí e incluso se han encontrado correspondencias con la familia macro-yê, pero la evidencia está lejos de ser concluyente. Recientemente, Rodriges (2000) aportó cierta evidencia en favor de una hipotética familia yê-tupí-caribe, pero el trabajo todavía es preliminar y esta hipótesis requiere más estudio.

## Descripción

### Fonología
Las vocales cortas y largas son: /i, i, e, a, o, u/ (i, es una vocal alta, cerrada, central-posterior, no redondeada). En lengua yukpa hay vocales orales y nasales, en algunas variantes hay presencia de la vocal [i] como en los hablantes yukpa de Sokorpa en Colombia. El inventario consonántico de una lengua amazónica puede llegar a tener los fonemas de la siguiente tabla:
|                       | labial | alveolar | palatal | velar   | glotal |
| --------------------- | ------ | -------- | ------- | ------- | ------ |
| oclusiva sorda        | p      | t        |         | k, (kʷ) | (ʔ)    |
| oclusiva sonora       | (b)    | (d)      |         | (g)     |        |
| oclusiva palatalizada | pʲ     |          |         | kʲ      |        |
| africada              |        |          | (ʧ, ʤ)  |         |        |
| fricativa sorda       | (ɸ)    | s        | (ʃ)     | (x)     | h      |
| fricativa sonora      | (β)    | (z)      | (ʒ)     |         |        |
| nasal                 | m      | n        | ɲ       |         |        |
| sonorante             | w      | ɾ, (l)   | j, (ɹ)  |         |        |

Los fonemas sin paréntesis se encuentran en todas las lenguas caribes, los fonemas entre paréntesis solo aparecen en algunas de las lenguas.
La fórmula silábica es más compleja que en otras familias de lenguas amazónicas: (C)(C)V(V)(C).

### Morfología

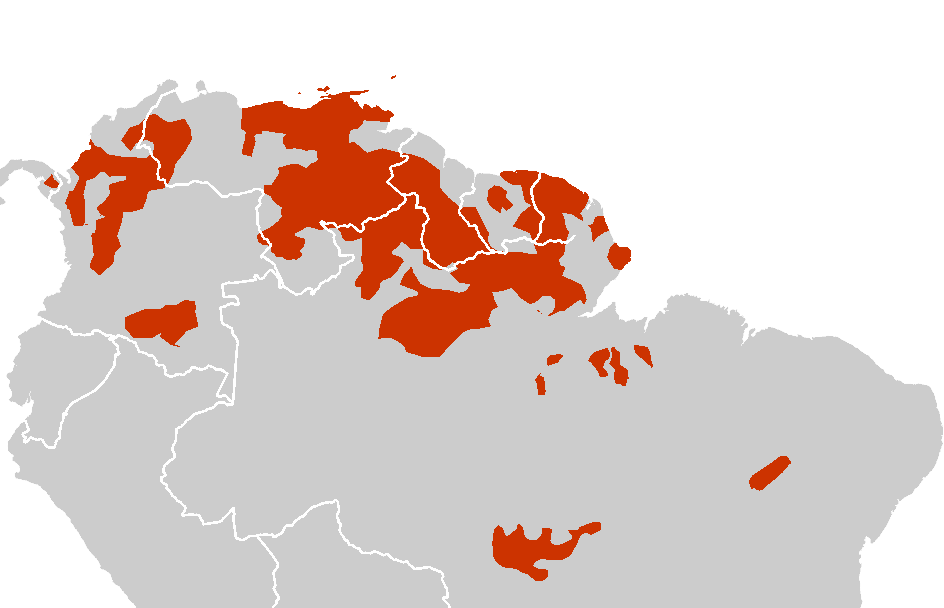
Extensión de las lenguas caribes.

Muchas de las lenguas caribes tienen un interesante sistema de marcaje del sujeto y complemento del verbo que presenta ergatividad escindida. Las formas de primera y segunda persona suelen marcarse mediante un sistema típicamente nominativo-acusativo cuando son agentes y con un sistema típicamente ergativo cuando son pacientes. En algunas lenguas los factores que deciden cuando se usa un marcaje de tipo acusativo o ergativo depende del tiempo verbal.
Las raíces verbales son moduladas por prefijos o sufijos; por ejemplo, el prefijo wos- introduce la noción de acción recíproca, como en eːne 'ver', wos.eːne 'verse mutuamente'. El prefijo we- y variantes indica que la acción expresada por la raíz no implica a segundas o terceras personas, como exkeːi 'cocer' (para otros), woxheːi 'cocer (para uno mismo). El sufijo -poti expresa acción iterativa, como eːnepoti 'ir viendo' mientras que el sufijo -kepi indica el cese de la acción, como eːnekepi 'no ver más'.
Ejemplos de posposiciones son paːto 'al lado de', ta 'en', uwaːpo 'andes', como yuːwaːpo 'ante mí', ayuːwaːpo 'ante ti'.
Los pronombres personales distinguien entre formas colectiva (plural) y no colectivas (no-plural). Sintácticamente existen formas no colectivas como *kïCV 'tú y yo' (frente al plural *kïC-jamo 'tú, yo y otros') que se oponen a *(ap)ina 'él y yo, pero no tú'. Los pronombres de tercera persona distinguen entre formas animadas y inanimadas:
|                        | no colectivo                        | no colectivo                        | colectivo                               | colectivo                               | Nombre tradicional | Nombre tradicional |
| ---------------------- | ----------------------------------- | ----------------------------------- | --------------------------------------- | --------------------------------------- | ------------------ | ------------------ |
| [+ hablante][- oyente] | *awɨ                                | *awɨ                                | *apina                                  | *apina                                  | primera persona    | primera persona    |
| [+ hablante][+ oyente] | *kɨCV                               | *kɨCV                               | *kɨC-jamo                               | *kɨC-jamo                               | (1.ª inclusiva)    | (1.ª inclusiva)    |
| [- hablante][+ oyente] | *amo                                | *amo                                | *am-jamo                                | *am-jamo                                | segunda persona    | segunda persona    |
| [- hablante][- oyente] | *iro [-animado] *(i)noro [+animado] | *iro [-animado] *(i)noro [+animado] | *iro [-animado] *(i)n-(j)amo [+animado] | *iro [-animado] *(i)n-(j)amo [+animado] | tercera persona    | tercera persona    |

### Comparación léxica
La siguiente tabla compara los numerales del 1 al 10 en diversas lenguas caribes:
| GLOSA | Caribe septentrional | Caribe septentrional | Caribe septentrional | Caribe septentrional | Caribe septentrional | Caribe septentrional | Caribe meridional | Caribe meridional | Caribe meridional | PROTO- CARIBE        |
| GLOSA | Yukpa                | Macushí              | Waiwai               | Galibi               | Mapoyo               | Panare               | Carijona          | Maquiritare       | Hishkaryána       | PROTO- CARIBE        |
| ----- | -------------------- | -------------------- | -------------------- | -------------------- | -------------------- | -------------------- | ----------------- | ----------------- | ----------------- | -------------------- |
| 1     | kumarko              | tiwɪŋ                | tɛwɲi                | òwin                 | tëhkenarï            | tʸitʸisá             | teɲí              | toːni             | towenyxa          | *təwin(j)ə           |
| 2     | kosa                 | ɛsaːɡɨnɛ             | sakɸaki              | oko                  | sakenarï             | asáʔ                 | sakanárə          | aːkə              | asako             | *saːkɨna < *əcəkə-nə |
| 3     | koʔxer               | ɛseʷrɨwɨnɛ           | sɔɾwaːwu             | oruwa                | tomiñakënë           | asonwa               | seráwerə          | aduwaːwə          | osorwawo          | *sorɨwa- < *əcerawə  |
| 4     | etpkosa              | ɛsaːɡɨrɨrɨ           | taˀɗɔjɛːrɛ           | okupàen              | sakorobənə           | asanan               | kənətəkərəne      | aːkəichea         |                   | *sakɨrɨ              |
| 5     | atpera               | miaʔ taʲkiŋ          | jɨm hɨthɔ            | ainatone             | tëhkenameku          | eña-kato-me          | əɲatóené          | hyaːtodea         |                   | *ayna-               |
| 6     | apispa               | miaʔ pona tɨːmotaʲ   |                      | 1+tòima              |                      | 1+5+ektʸo            |                   | 1+amohato         |                   | *1+X                 |
| 7     | koxa                 | 2 + 6                |                      | 2+tòima              |                      | 2+5+ektʸo            |                   | 2+amohato         |                   | *2+X                 |
| 8     | joamterpo            | 3 + 6                |                      | 3+tòima              |                      | 3+5+ektʸo            |                   | 3+amohato         |                   | *3+X                 |
| 9     | jakɔnxuro            | 4 + 6                |                      | 4+tòima              |                      | 4+5+ektʸo            |                   | 4+amohato         |                   | *4+X                 |
| 10    | omase                | miaʔ tamɨʔnawɨrɨ     |                      | ainapatoro           | sakenameku           | pana(e)ña yöpun      | ənyahéchidátu     | amohadə           |                   | *                    |

En Galibi ja numeración del 1 al 10 es la siguiente: ōwinß (carijona: te'ɲi, yukpa: ikúma), ōko (carijona: saka'narə, yukpa:kósa), ōruwa, o:kopaime, aiyato:ne, o:winduwo:piima, o:kotueo:oIima, o:ruwatuwo: piima, o:winapo: sikiri, aiyapato:ro.

## Americanismos de origen caribe
De las lenguas caribes han pasado varios americanismos o préstamos al español: balaca, cabuya, bahareque, cacique, caníbal, chicha, fotuto, guaca, iguana, manatí, piragua, arepa.